# Synagogue de Phalsbourg
La synagogue de Phalsbourg est une synagogue située dans la commune française de Phalsbourg dans le département de la Moselle dans le Grand Est.

## Histoire
Elle a été construite en 1772. La synagogue du 16, rue Alexandre-Weil est protégée (inscription) en tant que monument historique depuis 1996.
La communauté juive de Phalsbourg a inauguré la synagogue reconstruite le 10 septembre 1857. 
Depuis les années 1970, il n'y a plus de communauté juive à Phalsbourg. La synagogue est cédée à la ville, qui prévoit de faire de l'édifice un auditorium. Une campagne de rénovation avec le soutien de la Fondation du Patrimoine est lancée en 2023 pour deux ans.